# Mineur de Charleroi
Le Mineur, Charleroi est une peinture à l'huile sur panneau de bois de 51 × 40 cm réalisée en 1901 par Jules Adler et conservée au Musée Baron-Martin de Gray. 

## Contexte
En 1901, l’année de son œuvre, Adler effectue un voyage de quelques jours en Espagne (Burgos, Madrid) en compagnie de son ami le peintre Emile Wéry.
Jules Adler, sociétaire du Salon des Artistes Français, fut membre du comité du Jury et médaille d’honneur en 1923. Plusieurs médailles lui furent décernées à l’école des Beaux-arts. Il obtient également une médaille d’argent à l’exposition universelle de 1900 et le prix Bonnat lui fut attribué en 1938. Dans sa vie professionnelle, il fut nommé professeur à l'école des Beaux Arts en 1928.
Le Mineur, Charleroi a été réemployé dans la scène collective du grand format Au pays de la mine datée de 1901 et conservée au musée de Dunkerque.

## Description
Au premier plan figure le portrait mi-corps d'un mineur de profil. Il porte une veste et un chapeau marron, il a une moustache. Il tient une pioche (rivelaine) dans sa main droite.
En arrière-plan, on distingue un champ au fond duquel se dessinent des cheminées. Les couleurs qui dominent sont sombres.

## Analyse
Jules Adler met en œuvre les ressources d’un art moderne. Sur son tableau Mineur Charleroi, il veut montrer les difficiles conditions de vie d’un mineur et les infortunes des ouvriers infiniment las et mornes d’une industrie sans pitié et sans espoir; un rapport de tons et d’étonnement chargés de crier la cruauté de la vie d’un milieu très difficile.